# Bebryce mollis
Bebryce mollis is een zachte koraalsoort uit de familie Plexauridae. De koraalsoort komt uit het geslacht Bebryce. Bebryce mollis werd in 1842 voor het eerst wetenschappelijk beschreven door Philippi. 